# Campionato del mondo rally 1991
Il Campionato del mondo rally 1991 è stata 19ª stagione del campionato del mondo rally. La stagione comprendeva 14 prove. Il campionato piloti è stato vinto da Juha Kankkunen sulla Lancia Delta HF Integrale 16v, davanti a Carlos Sainz e Didier Auriol. Il campionato costruttori è andato alla Lancia, davanti a Toyota e Mitsubishi.

## Le premesse
La Toyota del campione del mondo uscente Sainz puntava a confermarsi tra i conduttori e a spezzare l'egemonia Lancia tra i costruttori, che perdurava ormai da un quadriennio, schierando una nutrita pattuglia di Celica GT-4 che vedeva, come principale scudiero dello spagnolo, l'eterna promessa Schwarz. La casa italiana, che con l'ormai iconica Delta HF Integrale 16v non faceva mistero di avere nel titolo marche il suo obiettivo primario, rispondeva con i due volte iridati Biasion e Kankkunen del team ufficiale Martini Racing, e con il talentuoso Auriol dirottato a rinforzare la squadra satellite Jolly Club.
Tra le altre case, l'outsider Mitsubishi confermava la solida coppia formata da Eriksson su Galant VR-4. Dopo il debutto della precedente stagione, Subaru s'impegnava in maniera più continuativa nel mondiale, affidando le sorti della sua Legacy RS principalmente al confermato Alén. Anche Ford, dopo le sporadiche partecipazioni del 1990, quest'anno tornava in campo in veste ufficiale con la vecchia ma ancora competitiva Sierra RS Cosworth 4x4, puntando prettamente sull'emergente Delecour.
Per quanto concerne il parco macchine, l'unica novità della stagione era rappresentata da Nissan che portava al debutto la Sunny GTi-R.

## La stagione

Didier Auriol vittorioso al Sanremo su Lancia Delta HF Integrale 16v del Jolly Club, davanti ai compagni di marca Biasion e Cerrato: la tripletta permette a Lancia di far suo il quinto titolo costruttori rallye consecutivo.

Il campionato sembrava foriero di novità sin dal tradizionale avvio di Monte Carlo, dove il successo di Sainz interrompeva un lustro di dominio Delta sul col di Turini. Con altre quattro vittorie (Portogallo, Corsica, Nuova Zelanda e Argentina) nei successivi sette appuntamenti, lo spagnolo assurgeva a mattatore assoluto della prima metà di stagione, palesando al contempo la superiorità della sua Celica nei confronti della principale rivale, Lancia; la casa italiana, indiscussa protagonista delle stagioni precedenti, appariva infatti in crisi dinanzi all'offensiva nipponica in classifica costruttori, dove a primeggiare era fin qui Toyota, e ancor più in quella piloti dove Sainz, dopo il successo nel round sudamericano, pareva aver già ipotecato il titolo grazie a un rassicurante +32 sul più diretto rivale, il lancista Kankkunen al momento autore di due soli acuti al Safari e all'Acropoli.
Nella seconda parte di stagione, tuttavia, la situazione andava repentinamente a ribaltarsi. Una rediviva Delta, in primis grazie alle nuove coperture Michelin che aveva nel frattempo ridotto il gap che la separava dalle Pirelli in mano a Ford e Toyota, oltreché da un motore evoluto portato al debutto dalla tappa greca, piazzava un filotto di tre vittorie tra agosto e ottobre, trionfando con Kankkunen al Mille Laghi e in Australia e con Auriol al Sanremo, in quest'ultimo caso monopolizzando il podio coi compagni di marca Cerrato e Biasion: tale tripletta sanciva il primo verdetto stagionale, con Lancia che, anche approfittando di una Toyota improvvisamente affossata da alcune opache prove di uno "spremuto" Sainz (peraltro scampato a un terribile incidente in terra australe) nonché dalla mancanza di valide seconde guide, si confermava per la quinta volta consecutiva campione del mondo tra i costruttori.
Gli eventi di questi ultimi due mesi riaprivano a sorpresa anche i giochi per il titolo piloti. Dopo un'interlocutoria tappa in Costa d'Avorio, vinta dalla Mitsubishi dello specialista Shinozuka, in Catalogna tornava al successo una Celica, tuttavia quella "sbagliata" di Schwarz; ben più importante si rivelava il secondo posto strappato da Kankkunen il quale, giovandosi del contemporaneo ritiro di Sainz, frenato da una Toyota – squadra e macchina – dimostratasi non esente da critiche nel momento cruciale della stagione, balzava in testa al campionato. Nell'ultimo e decisivo appuntamento della stagione, il RAC Rally, il finlandese s'imponeva mettendo così il sigillo al suo terzo – e per larghi tratti della stagione, insperato – titolo mondiale.

## Squadre e piloti
| Squadra                    | Costruttore | Auto                          | Gomme | Piloti               | Rally                |
| -------------------------- | ----------- | ----------------------------- | ----- | -------------------- | -------------------- |
| Jolly Club                 | Lancia      | Lancia Delta HF Integrale 16v | M     | Didier Auriol        | 1–3, 5–11, 14        |
| Jolly Club                 | Lancia      | Lancia Delta HF Integrale 16v | M     | Dario Cerrato        | 11                   |
| Jolly Club                 | Lancia      | Lancia Delta HF Integrale 16v | M     | Andrea Aghini        | 11, 13               |
| Jolly Club                 | Lancia      | Lancia Delta HF Integrale 16v | M     | Gustavo Trelles      | 13                   |
| Toyota Team Europe         | Toyota      | Celica GT-4                   | P     | Carlos Sainz         | 1, 3–11, 13–14       |
| Toyota Team Europe         | Toyota      | Celica GT-4                   | P     | Armin Schwarz        | 1, 3, 5–6, 9–11, 13  |
| Toyota Team Europe         | Toyota      | Celica GT-4                   | P     | Marc Duez            | 1, 3, 5, 14          |
| Toyota Team Europe         | Toyota      | Celica GT-4                   | P     | Mats Jonsson         | 2, 9, 14             |
| Toyota Team Europe         | Toyota      | Celica GT-4                   | P     | Leif Asterhag        | 2                    |
| Toyota Team Europe         | Toyota      | Celica GT-4                   | P     | Mikael Ericsson      | 4, 6, 8, 14          |
| Toyota Team Europe         | Toyota      | Celica GT-4                   | P     | Björn Waldegård      | 4                    |
| Toyota Team Europe         | Toyota      | Celica GT-4                   | P     | Mohammed bin Sulayem | 8                    |
| Toyota Team Europe         | Toyota      | Celica GT-4                   | P     | Neal Bates           | 10                   |
| Martini Lancia             | Lancia      | Lancia Delta HF Integrale 16v | M     | Miki Biasion         | 1, 3–4, 6, 8, 11, 14 |
| Martini Lancia             | Lancia      | Lancia Delta HF Integrale 16v | M     | Juha Kankkunen       | 1, 3–4, 6–11, 13–14  |
| Martini Lancia             | Lancia      | Lancia Delta HF Integrale 16v | M     | Jorge Recalde        | 4, 8, 10             |
| Martini Lancia             | Lancia      | Lancia Delta HF Integrale 16v | M     | Yves Loubet          | 5                    |
| Martini Lancia             | Lancia      | Lancia Delta HF Integrale 16v | M     | Bruno Saby           | 5                    |
| Mitsubishi Ralliart Europe | Mitsubishi  | Galant VR-4                   | M     | Timo Salonen         | 1–2, 6, 9–10, 14     |
| Mitsubishi Ralliart Europe | Mitsubishi  | Galant VR-4                   | M     | Kenneth Eriksson     | 1–2, 6, 9–10, 14     |
| Mitsubishi Ralliart Europe | Mitsubishi  | Galant VR-4                   | M     | Kenjirō Shinozuka    | 4, 12                |
| Mitsubishi Ralliart Europe | Mitsubishi  | Galant VR-4                   | M     | Ross Dunkerton       | 7, 10                |
| Mitsubishi Ralliart Europe | Mitsubishi  | Galant VR-4                   | M     | Patrick Tauziac      | 12                   |
| Ford Motor Company         | Ford        | Sierra RS Cosworth 4x4        | P     | Alex Fiorio          | 1, 3, 6, 11          |
| Ford Motor Company         | Ford        | Sierra RS Cosworth 4x4        | P     | François Delecour    | 1, 3, 5–6, 11, 13–14 |
| Ford Motor Company         | Ford        | Sierra RS Cosworth 4x4        | P     | Malcolm Wilson       | 1, 3, 5–6, 11, 14    |
| Ford Motor Company         | Ford        | Sierra RS Cosworth 4x4        | P     | Gwyndaf Evans        | 2, 14                |
| Ford Motor Company         | Ford        | Sierra RS Cosworth 4x4        | P     | Gianfranco Cunico    | 5, 11                |
| Ford Motor Company         | Ford        | Sierra RS Cosworth 4x4        | P     | Ari Vatanen          | 9                    |
| Ford Motor Company         | Ford        | Sierra RS Cosworth 4x4        | P     | Mía Bardolet         | 13                   |
| Mazda Rally Team Europe    | Mazda       | 323 GT-X                      | M     | Hannu Mikkola        | 1–3, 6, 9, 14        |
| Mazda Rally Team Europe    | Mazda       | 323 GT-X                      | M     | Jesús Puras          | 1, 3                 |
| Mazda Rally Team Europe    | Mazda       | 323 GT-X                      | M     | Ingvar Carlsson      | 2, 7, 10             |
| Mazda Rally Team Europe    | Mazda       | 323 GT-X                      | M     | Rod Millen           | 7, 10                |
| Mazda Rally Team Europe    | Mazda       | 323 GT-X                      | M     | Tommi Mäkinen        | 9, 14                |
| Subaru Rally Team Europe   | Subaru      | Legacy RS                     | M     | Markku Alén          | 2–3, 6–7, 9, 14      |
| Subaru Rally Team Europe   | Subaru      | Legacy RS                     | M     | François Chatriot    | 2–3, 5               |
| Subaru Rally Team Europe   | Subaru      | Legacy RS                     | M     | Ian Duncan           | 4                    |
| Subaru Rally Team Europe   | Subaru      | Legacy RS                     | M     | Patrick Njiru        | 4, 10                |
| Subaru Rally Team Europe   | Subaru      | Legacy RS                     | M     | Peter Bourne         | 7, 10                |
| Subaru Rally Team Europe   | Subaru      | Legacy RS                     | M     | Ari Vatanen          | 14                   |
| Subaru Rally Team Europe   | Subaru      | Legacy RS                     | M     | Colin McRae          | 14                   |
| Nissan Motorsports Europe  | Nissan      | Sunny GTi-R                   | D     | Stig Blomqvist       | 4, 6, 9, 14          |
| Nissan Motorsports Europe  | Nissan      | Sunny GTi-R                   | D     | Mike Kirkland        | 4                    |
| Nissan Motorsports Europe  | Nissan      | Sunny GTi-R                   | D     | David Llewellin      | 4, 6, 9, 14          |
| Audi Sport                 | Audi        | 90 quattro                    | M     | Rudi Stohl           | 4, 8, 12             |
| Société Diac               | Renault     | Clio 16S                      | M     | Jean Ragnotti        | 5                    |
| Société Diac               | Renault     | Clio 16S                      | M     | Claude Balsi         | 5                    |
| Société Diac               | Renault     | Clio 16S                      | M     | Philippe Bugalski    | 5                    |

## Classifiche

### Sistema di punteggio
|                        | 1° | 2° | 3° | 4° | 5° | 6° | 7° | 8° | 9° | 10° |
| ---------------------- | -- | -- | -- | -- | -- | -- | -- | -- | -- | --- |
| Campionato piloti      | 20 | 15 | 12 | 10 | 8  | 6  | 4  | 3  | 2  | 1   |
| Campionato costruttori | 20 | 17 | 14 | 12 | 10 | 8  | 6  | 4  | 2  | 1   |

### Campionato piloti
| Posizione | Pilota                 | MON | SWE | POR | KEN | FRA | GRE | NZL | ARG | FIN | AUS | ITA | CIV | ESP | GBR | Pts |
| --------- | ---------------------- | --- | --- | --- | --- | --- | --- | --- | --- | --- | --- | --- | --- | --- | --- | --- |
| 1         | Juha Kankkunen         | (5) |     | 4   | 1   |     | 1   | 2   | 4   | 1   | 1   | Ret |     | 2   | 1   | 150 |
| 2         | Carlos Sainz           | 1   |     | 1   | Ret | 1   | 2   | 1   | 1   | 4   | Ret | 6   |     | Ret | 3   | 143 |
| 3         | Didier Auriol          | Ret | 9   | 2   |     | 2   | 4   | 3   | 3   | 2   | Ret | 1   |     |     | 12  | 101 |
| 4         | Miki Biasion           | 2   |     | 3   | Ret |     | 3   |     | 2   |     |     | 2   |     |     | Ret | 69  |
| 5         | Kenneth Eriksson       |     | 1   |     |     |     | 7   |     |     | 3   | 2   |     |     |     | 2   | 66  |
| 6         | Armin Schwarz          | 4   |     | Ret |     | Ret | 5   |     |     | 9   | 3   | 8   |     | 1   |     | 55  |
| 7         | François Delecour      | 3   |     | Ret |     | Ret | Ret |     |     |     |     | 4   |     | 3   | 6   | 40  |
| 8         | Markku Alén            |     | 3   | 5   |     |     | Ret | 4   |     | Ret | 4   |     |     |     | Ret | 40  |
| 9         | Jorge Recalde          |     |     |     | 3   |     | Ret |     | 5   |     | 8   |     |     | 6   |     | 29  |
| 10        | Mikael Ericsson        |     |     |     | 2   |     | 6   |     | 6   |     |     |     |     |     |     | 27  |
| 11        | Kenjirō Shinozuka      |     |     |     | 8   |     |     |     |     |     |     |     | 1   |     |     | 23  |
| 12        | Mats Jonsson           |     | 2   |     |     |     |     |     |     | 6   |     |     |     |     |     | 21  |
| 13        | Timo Salonen           | 8   | Ret |     |     |     | Ret |     |     | DSQ | 5   |     |     |     | 4   | 21  |
| 14        | Andrea Aghini          |     |     |     |     |     |     |     |     |     |     | 5   |     | 5   |     | 16  |
| 15        | Patrick Tauziac        |     |     |     |     |     |     |     |     |     |     |     | 2   |     |     | 15  |
| 16        | Ingvar Carlsson        |     | 4   |     |     |     |     | 8   |     |     | Ret |     |     |     |     | 13  |
| 17        | Marc Duez              | 11  |     | Ret |     | 4   |     |     |     |     |     |     |     |     | 8   | 13  |
| 18        | Malcolm Wilson         | 7   |     | Ret |     | 5   | Ret |     |     |     |     | 10  |     |     | Ret | 13  |
| 19        | Gianfranco Cunico      |     |     |     |     | 3   |     |     |     |     |     | Ret |     |     |     | 12  |
| 20        | Dario Cerrato          |     |     |     |     |     |     |     |     |     |     | 3   |     |     |     | 12  |
| 21        | Rudi Stohl             |     |     |     | Ret |     |     |     | Ret |     |     |     | 3   |     |     | 12  |
| 22        | Ari Vatanen            |     |     |     |     |     |     |     |     | 7   |     |     |     |     | 5   | 12  |
| 23        | Rod Millen             |     |     |     |     |     |     | 6   |     |     | 6   |     |     |     |     | 12  |
| 24        | Stig Blomqvist         |     |     |     | 5   |     | Ret |     |     | 8   |     |     |     |     | Ret | 11  |
| 25        | Hannu Mikkola          | Ret | 7   | Ret |     |     | 8   |     |     | Ret |     |     |     |     | 7   | 11  |
| 26        | Björn Waldegård        |     |     |     | 4   |     |     |     |     |     |     |     |     |     |     | 10  |
| 27        | Patrice Servant        |     |     |     |     |     |     |     |     |     |     |     | 4   |     |     | 10  |
| 28        | Mía Bardolet           |     |     |     |     |     |     |     |     |     |     |     |     | 4   |     | 10  |
| 29        | Tommi Mäkinen          |     | 13  | Ret |     |     |     | Ret |     | 5   |     |     |     |     | Ret | 8   |
| 30        | Lasse Lampi            |     | 5   |     |     |     |     |     |     | Ret |     |     |     |     | Ret | 8   |
| 31        | Neil Allport           |     |     |     |     |     |     | 5   |     |     |     |     |     |     |     | 8   |
| 32        | Adolphe Choteau        |     |     |     |     |     |     |     |     |     |     |     | 5   |     |     | 8   |
| 33        | François Chatriot      |     | 19  | 6   |     | 9   |     |     |     |     |     |     |     |     |     | 8   |
| 34        | Bruno Saby             | 6   |     |     |     | Ret |     |     |     |     |     |     |     |     | 9   | 8   |
| 35        | Yves Loubet            | 9   |     |     |     | 6   |     |     |     |     |     |     |     |     |     | 8   |
| 36        | Björn Johansson        |     | 6   |     |     |     |     |     |     |     |     |     |     |     |     | 6   |
| 37        | Ian Duncan             |     |     |     | 6   |     |     |     |     |     |     |     |     |     |     | 6   |
| 38        | Philippe Doue          |     |     |     |     |     |     |     |     |     |     |     | 6   |     |     | 6   |
| 39        | Grégoire de Mevius     | Ret |     | 8   |     |     |     |     | 9   |     |     |     |     |     | 22  | 5   |
| 40        | Jesús Puras            | Ret |     | 7   |     |     |     |     |     |     |     |     |     | Ret |     | 4   |
| 41        | Mike Kirkland          |     |     |     | 7   |     |     |     |     |     |     |     |     |     |     | 4   |
| 42        | Patrick Bernardini     |     |     |     |     | 7   |     |     |     |     |     |     |     |     |     | 4   |
| 43        | Brian Stokes           |     |     |     |     |     |     | 7   |     |     |     |     |     |     |     | 4   |
| 44        | Mohammed bin Sulayem   |     |     |     |     |     |     |     | 7   |     |     |     |     |     |     | 4   |
| 45        | Ross Dunkerton         |     |     |     |     |     |     | Ret |     |     | 7   |     |     |     |     | 4   |
| 46        | Piero Liatti           |     |     |     |     |     |     |     |     |     |     | 7   |     |     |     | 4   |
| 47        | Damien Chaballe        |     |     |     |     |     |     |     |     |     |     |     | 7   |     |     | 4   |
| 48        | Luis Monzon            |     |     |     |     |     |     |     |     |     |     |     |     | 7   |     | 4   |
| 49        | Per Eklund             |     | 8   |     |     |     |     |     |     |     |     |     |     |     | Ret | 3   |
| 50        | Philippe Bugalski      |     |     |     |     | 8   |     |     |     |     |     |     |     |     |     | 3   |
| 51        | Gustavo Trelles        |     |     |     |     |     |     |     | 8   |     |     | Ret |     | Ret |     | 3   |
| 52        | Nicolas Min            |     |     |     |     |     |     |     |     |     |     |     | 8   |     |     | 3   |
| 53        | Fernando Capdevila     |     |     | 13  |     | Ret |     |     | Ret | 26  |     |     |     | 8   | Ret | 3   |
| 54        | David Llewellin        |     |     |     | Ret |     | 9   |     |     | 10  |     |     |     |     |     | 3   |
| 55        | Alex Fiorio            | 10  |     | Ret |     |     | Ret |     |     |     |     | 9   |     |     |     | 3   |
| 56        | Ernst Harrach          |     |     | 9   |     |     |     |     |     |     |     |     |     |     |     | 2   |
| 57        | Guy Jack               |     |     |     | 9   |     |     |     |     |     |     |     |     |     |     | 2   |
| 58        | Ross Meekings          |     |     |     |     |     |     | 9   |     |     |     |     |     |     |     | 2   |
| 59        | Neal Bates             |     |     |     |     |     |     |     |     |     | 9   |     |     |     |     | 2   |
| 60        | Jean-Claude Dupuis     |     |     |     |     |     |     |     |     |     |     |     | 9   |     |     | 2   |
| 61        | Joaquim Casasayas      |     |     |     |     |     |     |     |     |     |     |     |     | 9   |     | 2   |
| 62        | Minna Sillankorva      | 18  |     |     |     | Ret |     |     | 10  | 22  |     |     |     |     |     | 1   |
| 63        | Leif Asterhag          |     | 10  |     |     |     |     |     |     |     |     |     |     |     |     | 1   |
| 64        | Carlos Bica            |     |     | 10  |     |     |     |     |     |     |     |     |     |     |     | 1   |
| 65        | Steve Anthony          |     |     |     | 10  |     |     |     |     |     |     |     |     |     |     | 1   |
| 66        | Jean-Pierre Manzagol   |     |     |     |     | 10  |     |     |     |     |     |     |     |     |     | 1   |
| 67        | Giannis Vardinogiannis |     |     |     |     |     | 10  |     |     |     |     |     |     |     |     | 1   |
| 68        | Brian Watkin           |     |     |     |     |     |     | 10  |     |     |     |     |     |     |     | 1   |
| 69        | Ed Ordynski            |     |     |     |     |     |     | Ret |     | 25  | 10  |     |     |     |     | 1   |
| 70        | Jose-Maria Ponce       |     |     |     |     |     |     |     |     |     |     |     |     | 10  |     | 1   |
| 71        | Louise Aitken-Walker   |     |     |     |     |     |     |     |     |     |     |     |     |     | 10  | 1   |

### Costruttori
| Pos | Costruttore | MON | POR | KEN | FRA | GRE | ARG | FIN | AUS | ITA | GBR | Pts |
| --- | ----------- | --- | --- | --- | --- | --- | --- | --- | --- | --- | --- | --- |
| 1   | Lancia      |     |     | 1   |     | 1   | 2   | 1   | 1   | 1   | 1   | 137 |
| 2   | Toyota      | 1   | 1   | 2   | 1   | 2   | 1   |     | 3   |     |     | 128 |
| 3   | Mitsubishi  | 8   |     | 8   |     | 7   |     | 3   | 2   |     | 2   | 62  |
| 4   | Ford        | 3   |     |     | 3   |     |     | 7   |     | 4   | 6   | 54  |
| 5   | Mazda       |     | 7   |     |     | 8   | 9   | 5   | 6   |     | 7   | 44  |
| 6   | Subaru      |     | 5   | 6   | 9   |     |     |     | 4   |     | 5   | 42  |
| 7   | Nissan      |     |     | 5   |     | 9   |     | 8   |     |     |     | 16  |
| 8   | BMW         |     |     |     | 7   |     |     |     |     |     |     | 6   |
| 9   | Renault     |     |     |     | 8   |     |     |     |     |     |     | 4   |
| 10  | Daihatsu    |     |     | 9   |     |     |     |     |     |     |     | 2   |

## Risultati
| Round | Nome rally                 | Data di svolgimento | Podio finale                                            | Auto                                                                                               |
| ----- | -------------------------- | ------------------- | ------------------------------------------------------- | -------------------------------------------------------------------------------------------------- |
| 1     | Rally di Monte Carlo       | 24-30 gennaio       | 1. Carlos Sainz 2. Miki Biasion 3. François Delecour    | 1. Toyota Celica GT-4 2. Lancia Delta HF Integrale 16v 3. Ford Sierra RS Cosworth                  |
| 2     | Rally di Svezia            | 16-18 febbraio      | 1. Kenneth Eriksson 2. Mats Jonsson 3. Markku Alén      | 1. Mitsubishi Galant VR-4 2. Toyota Celica GT-4 3. Subaru Legacy RS                                |
| 3     | Rally del Portogallo       | 5-9 marzo           | 1. Carlos Sainz 2. Didier Auriol 3. Miki Biasion        | 1. Toyota Celica GT-4 2. Lancia Delta HF Integrale 16v 3. Lancia Delta HF Integrale 16v            |
| 4     | Safari Rally               | 27 marzo-1º aprile  | 1. Juha Kankkunen 2. Mikael Ericsson 3. Jorge Recalde   | 1. Lancia Delta HF Integrale 16v 2. Toyota Celica GT-4 3. Lancia Delta HF Integrale 16v            |
| 5     | Tour de Corse              | 28 aprile-1º maggio | 1. Carlos Sainz 2. Didier Auriol 3. Gianfranco Cunico   | 1. Toyota Celica GT-4 2. Lancia Delta HF Integrale 16v 3. Ford Sierra RS Cosworth                  |
| 6     | Acropolis Rally            | 2-5 giugno          | 1. Juha Kankkunen 2. Carlos Sainz 3. Miki Biasion       | 1. Lancia Delta HF Integrale 16v 2. Toyota Celica GT-4 3. Lancia Delta HF Integrale 16v            |
| 7     | Rally della Nuova Zelanda  | 26-30 giugno        | 1. Carlos Sainz 2. Juha Kankkunen 3. Didier Auriol      | 1. Toyota Celica GT-4 2. Lancia Delta HF Integrale 16v 3. Lancia Delta HF Integrale 16v            |
| 8     | Rally d'Argentina          | 23-27 luglio        | 1. Carlos Sainz 2. Miki Biasion 3. Didier Auriol        | 1. Toyota Celica GT-4 2. Lancia Delta HF Integrale 16v 3. Lancia Delta HF Integrale 16v            |
| 9     | Rally di Finlandia         | 22-25 agosto        | 1. Juha Kankkunen 2. Didier Auriol 3. Kenneth Eriksson  | 1. Lancia Delta HF Integrale 16v 2. Lancia Delta HF Integrale 16v 3. Mitsubishi Galant VR-4        |
| 10    | Rally d'Australia          | 20-24 settembre     | 1. Juha Kankkunen 2. Kenneth Eriksson 3. Armin Schwarz  | 1. Lancia Delta HF Integrale 16v 2. Mitsubishi Galant VR-4 3. Toyota Celica GT-4                   |
| 11    | Rally di Sanremo           | 13-17 ottobre       | 1. Didier Auriol 2. Miki Biasion 3. Dario Cerrato       | 1. Lancia Delta HF Integrale 16v 2. Lancia Delta HF Integrale 16v 3. Lancia Delta HF Integrale 16v |
| 12    | Rally della Costa d'Avorio | 27-31 ottobre       | 1. Kenjirō Shinozuka 2. Patrick Tauziac 3. Rudi Stohl   | 1. Mitsubishi Galant VR-4 2. Mitsubishi Galant VR-4 3. Audi 90 quattro                             |
| 13    | Rally Catalunya            | 10-13 novembre      | 1. Armin Schwarz 2. Juha Kankkunen 3. François Delecour | 1. Toyota Celica GT-4 2. Lancia Delta HF Integrale 16v 3. Ford Sierra RS Cosworth                  |
| 14    | RAC Rally                  | 24-27 novembre      | 1. Juha Kankkunen 2. Kenneth Eriksson 3. Carlos Sainz   | 1. Lancia Delta HF Integrale 16v 2. Mitsubishi Galant VR-4 3. Toyota Celica GT-4                   |